# Cornelis Hendricksz Loen

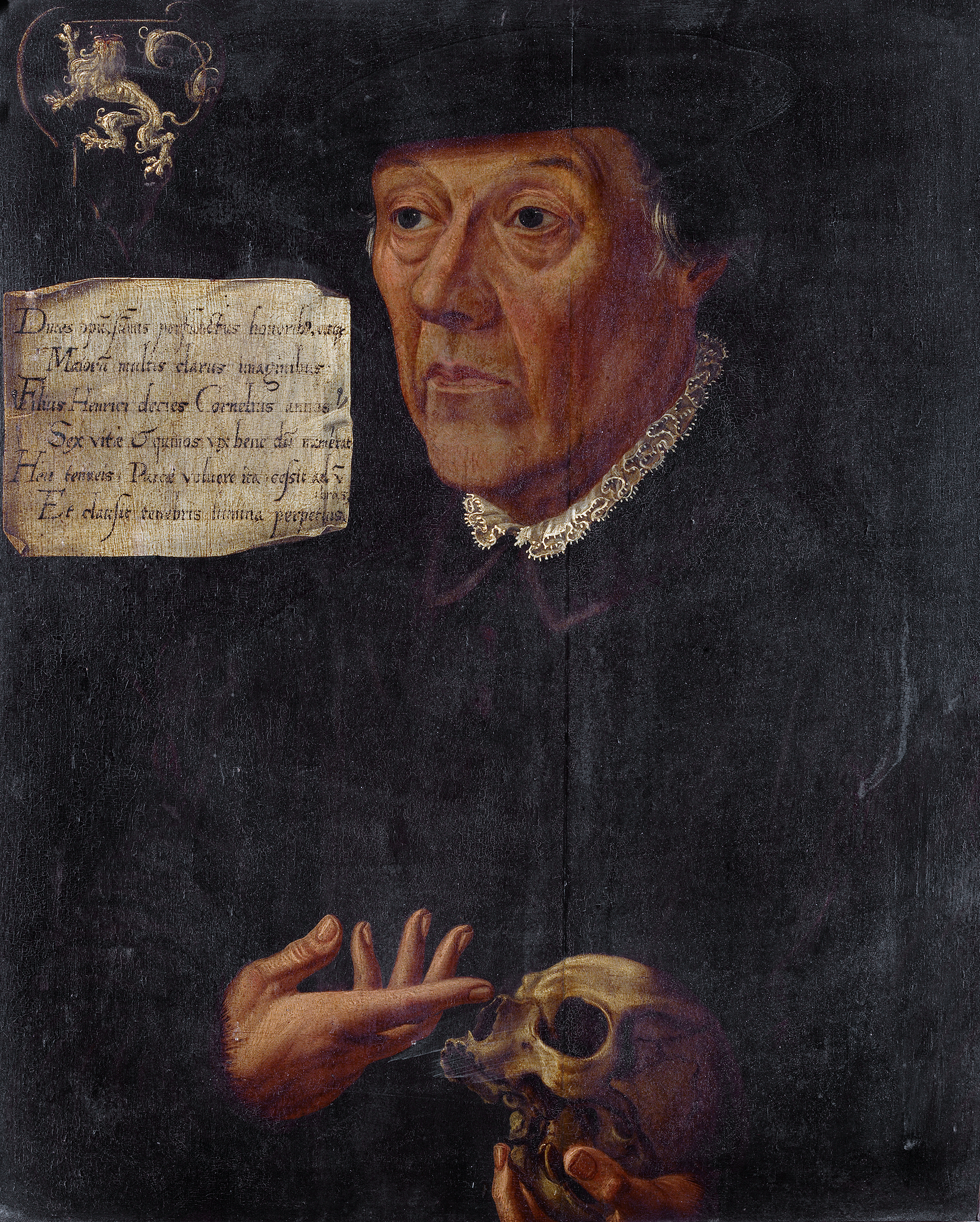
Cornelis Hendricksz Loen

Cornelis Hendricksz Loen (* 1481 in Amsterdam; † 1547 ebenda) war ein Amsterdamer Regent des 16. Jahrhunderts. Er entstammte der Patrizierfamilie der Loen und wurde durch Einheirat in das Geschlecht der Boelens zum Stammvater der Linie Boelens Loen.

## Biografie

Wappen der Loen

Allianzwappen der Boelens Loen

Cornelis Loen war der Sohn des Amsterdamer Patriziers Hendrick Loen. Einer seiner Verwandten war der Amsterdamer Bürgermeister Claes Fransz Loen. Durch Heirat mit Andries Boelens’ Tochter Lijsbeth Boelens († 1551) begründete er die Linie Boelens Loen. Als deren einziger Stammhalter gilt Andries Cornelisz Boelens Loen (1517–1573), verheiratet mit Alyd Claesdr Smit. Der Sohn galt als Haupt der Amsterdamer Reformierten. Die Familie bewohnte ein Stadthaus in der Warmoesstraat, der damals wichtigsten Straße Amsterdams.
Loen ist 1514 als Schepen in die Stadtregierung eingetreten. 1521 wurde er Vroedschap und in den Jahren 1529, 1531 und 1533 Bürgermeister.